# العلاقات المالديفية اللوكسمبورغية
العلاقات المالديفية اللوكسمبورغية هي العلاقات الثنائية التي تجمع بين المالديف ولوكسمبورغ.

## مقارنة بين البلدين
هذه مقارنة عامة ومرجعية للدولتين:
| وجه المقارنة                                              | المالديف       | لوكسمبورغ                                                     |
| --------------------------------------------------------- | -------------- | ------------------------------------------------------------- |
| المساحة (كم2)                                             | 298            | 2.59 ألف                                                      |
| عدد السكان (نسمة)                                         | 436.33 ألف     | 599.45 ألف                                                    |
| الكثافة السكانية (ن./كم²)                                 | 146.42 ألف     | 231.45                                                        |
| العاصمة                                                   | ماليه          | لوكسمبورغ                                                     |
| اللغة الرسمية                                             | اللغة الديفهي  | اللغة اللوكسمبورغية، لغة فرنسية، اللغة الألمانية              |
| العملة                                                    | روفيه مالديفية | يورو، فرنك لوكسمبورغ                                          |
| الناتج المحلي الإجمالي (بليون دولار)                      | 4.60 مليار     | 62.40 مليار                                                   |
| الناتج المحلي الإجمالي (تعادل القوة الشرائية) بليون دولار | 5.23 مليار     | 58.13 مليار                                                   |
| الناتج المحلي الإجمالي الاسمي للفرد دولار أمريكي          | 8.39 ألف       | 101.45 ألف                                                    |
| الناتج المحلي الإجمالي للفرد دولار أمريكي                 | 12.53 ألف      | 101.93 ألف                                                    |
| مؤشر التنمية البشرية                                      | 0.706          | 0.892                                                         |
| رمز المكالمات الدولي                                      | +960           | +352                                                          |
| رمز الإنترنت                                              | .mv            | .lu                                                           |
| المنطقة الزمنية                                           | ت ع م+05:00    | توقيت وسط أوروبا، ت ع م+01:00، ت ع م+02:00، أوروبا/لوكسمبورج ‏ |

## منظمات دولية مشتركة
يشترك البلدان في عضوية مجموعة من المنظمات الدولية، منها:
| علم المنظمة | اسم المنظمة                        | تاريخ انضمام المالديف | تاريخ انضمام لوكسمبورغ |
| ----------- | ---------------------------------- | --------------------- | ---------------------- |
|             | بنك التنمية الآسيوي                | 1978                  | 2003                   |
|             | مؤسسة التنمية الدولية              | 13 يناير 1978         | 4 يونيو 1964           |
|             | يونسكو                             | 18 يوليو 1980         | 27 أكتوبر 1947         |
|             | وكالة ضمان الاستثمار متعدد الأطراف | 19 مايو 2005          | 29 أغسطس 1991          |
|             | الأمم المتحدة                      | 21 سبتمبر 1965        | 24 أكتوبر 1945         |
|             | الاتحاد البريدي العالمي            | ?                     | ?                      |
|             | البنك الدولي للإنشاء والتعمير      | 13 يناير 1978         | 27 ديسمبر 1945         |
|             | الاتحاد الدولي للاتصالات           | 28 فبراير 1967        | 2 مارس 1866            |
|             | منظمة حظر الأسلحة الكيميائية       | ?                     | ?                      |
|             | مؤسسة التمويل الدولية              | 2 فبراير 1983         | 4 أكتوبر 1956          |
|             | منظمة التجارة العالمية             | ?                     | ?                      |
|             | منظمة الشرطة الجنائية الدولية      | ?                     | ?                      |

## وصلات خارجية
- موقع وزارة الخارجية المالديفية
- موقع وزارة الخارجية اللوكسمبورغية